# PKP-Baureihe Tw47
Die schmalspurigen Dampflokomotiven der PKP-Baureihe Tw47 der polnischen Staatsbahn PKP waren als Güterzuglokomotiven auf der Oberschlesischen Schmalspurbahn (Górnośląskie Koleje Wąskotorowe) eingesetzt. Es wurden zehn Exemplare für diese Bahn und weitere zehn Exemplare für Werkbahnen der angrenzenden Industriebetriebe gebaut.
Die Lokomotiven waren immer auf den Oberschlesischen Schmalspurbahnen mit einer Spurweite von 785 mm und den angrenzenden Betrieben im Einsatz. Das letzte Exemplar war bis 1980 im Einsatz (Tw47-2558). Diese Lokomotive ist erhalten geblieben und befindet sich in Bytom Karb Wąskotorowy.

## Geschichte
Die Lokomotiven sind auf der Grundlage der vor dem Zweiten Weltkrieg gebauten PKP-Baureihe Tw29 als Weiterentwicklung von Fablok in Chrzanów entstanden.
Sie haben die Baureihenbezeichnung Tw47 erhalten, die Ordnungsnummern sind von den bei der Oberschlesischen Schmalspurbahn beheimateten Lokomotiven bekannt. Es sind zudem Fotografien der Lokomotiven Tw47-2554, Tw47-2555 und Tw47-2558 erhalten und weiterer Werklokomotiven erhalten.
Die Lokomotiven konnten Lasten bis 1210 t in der Horizontalen mit einer Geschwindigkeit von 15 km/h ziehen. Auf einer Steigung von 30 ‰ konnten noch 137 t mit gleicher Geschwindigkeit befördert werden. Ihre Konstruktion wurde später bei der Tw53 übernommen. Sie wurden erst durch die Zuweisung von FAUR L45H des rumänischen Fahrzeug- und Maschinenherstellers FAUR in Bukarest abgelöst und gehörten zu den letzten Dampflokomotiven der Oberschlesischen Schmalspurbahnen. Die letzte Lokomotive war die Tw47-2558, sie wurde erst 1980 ausgemustert. Diese Lokomotive ist erhalten geblieben und befindet sich im Bahnbetriebswerk Bytom Karb Wąskotorowy.

## Konstruktion
Die Lokomotiven entsprachen der Baureihe Tw29 und unterschieden sich von dieser Vorkriegskonstruktion äußerlich durch die runden Sandkästen. Die Aufbauten waren ebenso genietet. Das Laufwerk wurde als Gölsdorf-Antrieb ausgeführt, die Treibachse war die dritte Achse. Die zweite Achse hatten einen Seitenverschub von ±15 mm, die vierte von ±26 mm, alle anderen Achsen saßen fest im Rahmen. Um den geringen Bogenradius von 38 m zu durchfahren, hatte die Treibachse keine Spurkränze.
Der Kessel mit einer Feuerbüchse aus Stahl und einen Überhitzer Bauart Schmidt brachte eine Leistung von 400 PS. Somit gehört obige Baureihe zusammen mit den Baureihen Tw29 und Tw53 zu den stärksten Schmalspurdampfloks polnischer Produktion.Die Speisung geschah über Saug- und Druckinjektoren Bauart Friedmann. Die Kesselaufbauten waren ein Dampf- und ein Sanddom sowie ein Läutewerk. Das Läutewerk wurde bei späteren Reparaturen entfernt. Gesandet werden konnten die zweite und die vierte Achse. Die Lokomotiven besaßen ursprünglich eine Petroleumbeleuchtung, später wurde eine elektrische Beleuchtung mit Turbogenerator hinzugefügt. Die Lokomotiven waren mit Dampfbremse und Wurfhebelbremse ausgerüstet.